# 본죽초등학교
본죽초등학교는 대한민국 경기도 이천시 율면 본죽리 28-4에 있었던 초등학교이다.

## 연혁
- 1949년 4월 1일 율면국민학교 본죽분교장
- 1954년 10월 27일 본죽국민학교 설립인가
- 1954년 12월 6일 본죽국민학교 개교
- 1955년 3월 21일 제1회 졸업식
- 1968년 3월 1일 12학급 편성
- 1981년 3월 6일 병설유치원 개원
- 1996년 3월 1일 본죽초등학교로 개명
- 2001년 2월 12일 제47회 졸업식
- 2001년 2월 28일 본죽초등학교 폐교